# Henri-Sébastien Blaze
Henri-Sébastien Blaze (Cavaillon, 15 febbraio 1763 – Cavaillon, 11 maggio 1833) è stato un compositore, notaio e scrittore francese.

## Biografia

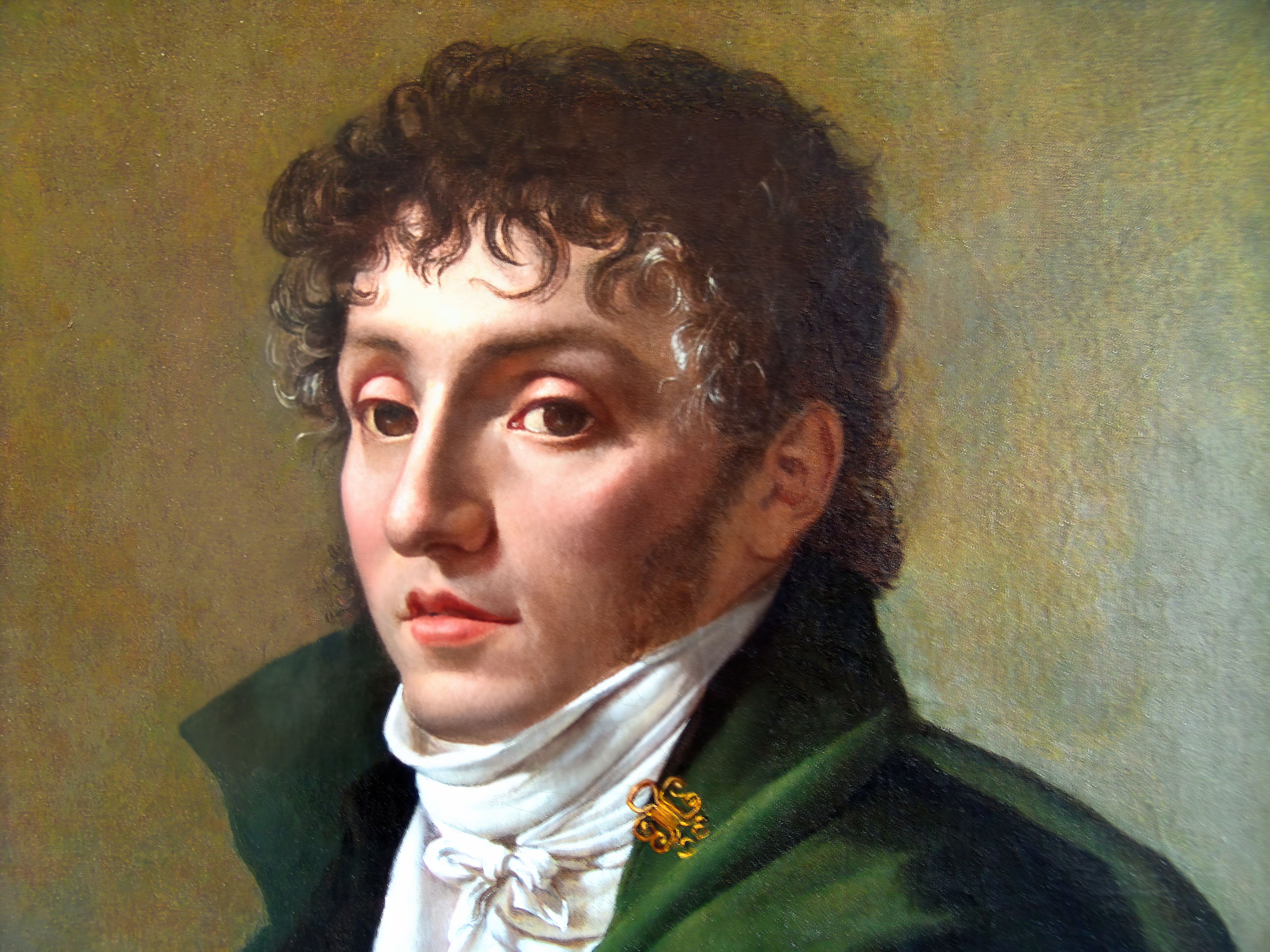
Étienne Nicolas Méhul, amico di Blaze

Henri-Sébastien Blaze nacque a Cavaillon, il 15 febbraio 1763, figlio di un notaio.
Studiò a Parigi (1779) e divenne notaio di Avignone.
Allievo di Nicolas Séjan, amico dei compositori Étienne Nicolas Méhul e di André Grétry, membro associato dell'Istituto musicale, professore di Belle Arti dal 1800 al 1833, direttore del dipartimento di Vaucluse, fu il padre del critico musicale e scrittore Elzéar Blaze (1788-1848), del critico musicale, compositore ed editore Castil-Blaze (1784-1857), il nonno dell'autore e giornalista Henry Blaze de Bury (1813-1888).
Henri-Sébastien Blaze scrisse romanzi, sonate, duetti per arpa, violino e pianoforte, le opere Semiramis e L'Héritage, che non furono rappresentate, una messa a tre voci e un requiem per i funerali del Duca di Montebello.
Inoltre, diede alle stampe il romanzo Julien ou le Prétre (1805).
Henri-Sebastien, ebbe un altro figlio meno conosciuto: Sebastien (1785-1844), che fu uno scrittore e farmacista. Prestò servizio nella Salute Militare e pubblicò il libro Mémoire d'un apothecary sur la guerre d'Espagne pendant les années 1808 à 1814 (1828).

## Opere

### Musica

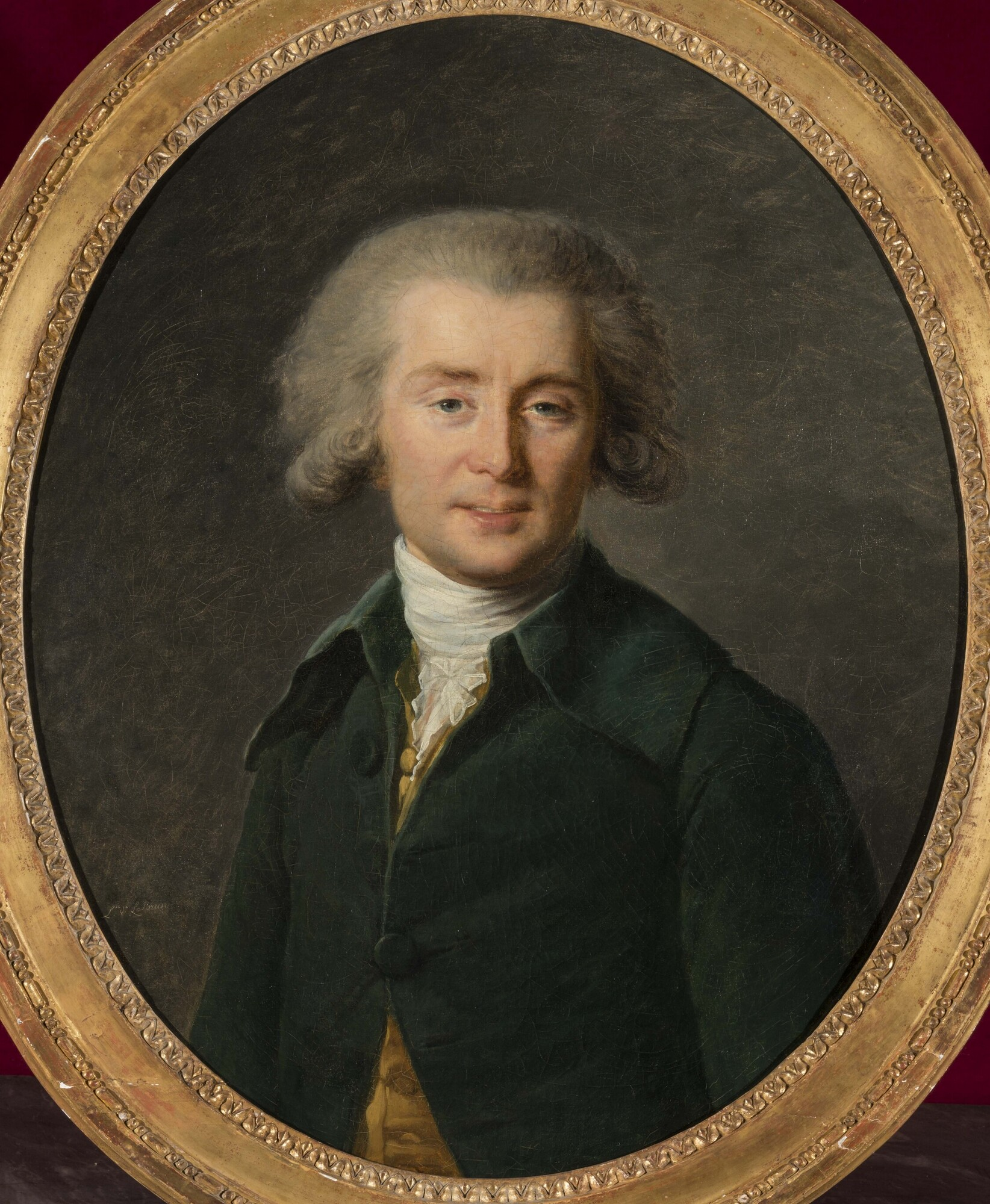
André Grétry, amico di Blaze

- Deux Concerto pour le clavecin ou le forte-piano avec l'accompagnement de deux violons et basse obligés, deux flûtes et deux cors ad libitum (1785);
- Au nom du département de Vaucluse et du district d'Avignon (1795);
- Sémiramis (opera);
- L'Héritage (opera, 1800);
- Requiem (per i funerali del Duca di Montebello);

### Letteratura
- Julien, ou le Prêtre (romanzo, 1805).